# Вукосава Велимировић
Вукосава Вука Велимировић (Пирот, 30. јун 1888 — Београд, 12. децембар 1965) била је прва српска вајарка, дечји писац, илустратор, ликовни критичар и преводилац. Била је једна од најзнаменитијих људи у пољу вајарства, 20. века. Њено име учвршћено је у британска и америчка издања Речника западних вајара у бронзи, као и у Биографски речник вајара двадесетих и тридесетих година 20. века. Била је једна од ретких српских вајарки, која је стекла признање између два светска рата.

## Биографија
Вукосава је рођена у Пироту, 1888. године, као четврта ћерка и шесто дете по реду од укупно једанаесторо у породици, од оца Милоша који је био прота и мајке Јелена Велимировић, учитељице и домаћице. Основну школу завршила је у Пироту, а од још од детињства показала је интересовање за уметност, посебно за цртање и моделовање. Одрасла је у интелектуалној и патријархалној породици, а имала је два старија брата који су студирали у Москви и Санкт Петербургу, од којих су остали чланови породице добијали писма о свим догађајима и новостима у свету науке и уметности, за које су били заинтересовани.
У раној младости је писала песме, бајке, цртала стрипова за децу, правила облике од глине што је и тада било јасно да ће њен живот бити обележен уметношћу.
Године 1911. цела породица се преселила у Београд, где је Вукосавин отац прота Милош добио премештај. Одмах након доласка у Београд, Вукосава уписује Уметничко-занатску школу и тада почиње њен уметнички живот. Наводи се да је Вукосавина генерација ученица била једна од најталентованијих, а поред Вукосаве, похађали су је и Зора Петровић, Јелисавета Петровић, Нада Ђукановић, Олга Големовић, Дара Мићић, Јелена Радаковић и многи други велики уметници.
Током студирања, велики број чувених вајара и осталих уметника приметили су дар за вајарство Вукосаве, а међу њима чувени српски вајар Ђорђе Јовановић и сликар Урош Предић, који јој је био велики пријатељ и због свог поштовања према њеног раду назвао је делија-девојка.
Вукосава Велимировић је била удата за грофа Лисјена де ла Мартинерија, са којим се након три године брака развела. У зрењанинском Народном музеју, чува се позивница за веридбу Вукосаве Велимировић.

## Пријатељство са Урошем Предићем
Током Првог светског рата, Вукосава се са својом породицом више пута селила, па је живела у Куршумлији и Крушевцу. Њен старији брат Борислав био је директор Пастеровог института у Харкову и на све начине је покушавао да помогне својој породици током ратних година. Вукосава је у то време радила у гимназији, где је предавала лепо писање и цртање. У то време, упознала је чувеног сликара Уроша Предића.
Однос између Предића и ње је био пријатељски, а њихова писма чувају се у Историјском архиву у Панчеву. Као захвалност у виду пријатељства и поштовање због стварања велике уметности, Урош Предић је 1926. године насликао портрет ове српске уметнице, а слика се чува у САНУ.
Пријатељство између ова два уметника је настављено и након завршетка Првог светског рата, када се Урош Предић вратио у Београд, а Вукосава преселила у престоницу уметности, Париз. Ступила је у вајарски уметнички студио чувеног француског ствараоца Бурдела.

## Вајарски рад
Кроз своју каријеру, радила је портрете, алегоријске фигуре, фасадне и рељефне скулптуре. Своју каријеру вајарке започела је још током студирања. Лист Политика је поводом изложбе у Уметничкој школи у Београду писао о скулптури Вукосаве Велимировић, где је наглашено да она има талента, али још много почетничког.
Са њених почетака у вајарству највише се истиче скулптура „Отац“ (рељеф), која је била на изложби у Милану и скулптура „Госпођа Цвета Дробњак“ (биста).
Након одласка у Париз после Првог светског рата, где се као већ оформљена вајарка упутила у Рим, у коме је такође усавршавала свој таленат за вајарство. Током боравка у Риму, усавршавала се на Уметничкој Академији и у атељеу Естона Ферарија, након чега почиње њена велика каријера. У Риму је израдила бисту италијанског баритона Матеаса Батистинија, која јој је донела славу и била одскочна даска односно почетак професионалне скулпторске каријере.
Након повратка у Париз, Вукосава се посвећује углавном историјским темама, па тако израђује скулптуре Мајке Југовиће, Јерине Бранковић, Милице Хребељановић, Ане Немањић, Јелену Анжујску, Јефимију, Симониду Немањић, Јелену Лазаревић Балшић Хранић, Вукосаве, жене Милоша Обилића и многе друге. Истакла је увек желела да остави иза себе нешто трајно, што ће бити од користи читавим поколењима, па је управо зато одрадила велики број знаменитих женских српских личности из историје, за коју се током живота изузетно интересовала.
Вукосава је често путовала по Европи, где је ишла са намером да уради нова дела. У Француској је портретисала руску емиграцију, француско племство, и уметнике као што су бас Фјодор Шаљапин, певачицу и играчицу Жозефину Бекер. Током свог боравка у Шпанији, урадила је велики број портрета маркиза и интелектуалаца, а на позив оснивача модерне Турске, Мустафе Кемала Ататурка, одрадила је његов портрет и добила понуду да одради споменик Републици Турској, који ипак није спроведен у дело.
Радила је и у својој земљи, па је на кући породице Вељковић, која има статус споменика културе одрадила неколико скулпторских композиција
У Паризу је, поред многобројних дела одрадила и бисту Море Ђаферија, париског политичара и адвоката. Биста је заједно са још неколико других, први пут изложена у галерији „Жорж Пти“. Поред ове бисте, изложила је бисте угледних Срба, Мирослава Спајаковића југословенског министра у Паризу и Ђорђа Вајферта.
Након Другог светског рата, у СФРЈ њена каријера је кренула силазном путањом, а Вукосава иако је подједнако добро радила као пре, није могла да нађе посао. На наговор своје породице, учествовала је на конкурсу за споменик победницима, на којем није прошла.
Помогла је брату, Бориславу Велимировићу, који је требало да будем стрељан због осуде да је као лекар у Пироту помагао свим страна у рату. Отишла је код Моше Пијаде, кога је познавала из Уметничко-занатске школе. Након дугог обеђивања, њен брат је ослобођен. Њени радови и данас су присутни дуж читаве Европе.
Била је чланица београдског уметничког удружења Лада и чланица Удружења ликовних уметника Србије од 1922. године.
У малој галерији Уметничког павиљона "Цвијета Зузорић", од 31. августа до 16. септембра 2018. године, одржана је изложба "Вукосава Вука Велимировић - Прва српска вајарка".

## Смрт
Преминула је у Београду, 12. децембра 1965. године у 77. години живота. Сахрањена је на Новом гробљу у Београду, скромно, у кругу породице и најближих пријатеља.
Вука Велимировић, прва српска вајарка, остала је углавном непозната ширем кругу љубитеља ликовне уметности.